# Aestipascuomyces
Aestipascuomyces is een monotypisch geslacht van schimmels uit de familie Neocallimastigaceae. Het bevat alleen de soort Aestipascuomyces dupliciliberans.